# Myrmechis bilobulifera
Myrmechis bilobulifera är en orkidéart som först beskrevs av Johannes Jacobus Smith, och fick sitt nu gällande namn av André Schuiteman. Myrmechis bilobulifera ingår i släktet Myrmechis och familjen orkidéer.
Artens utbredningsområde är Sulawesi. Inga underarter finns listade i Catalogue of Life.